# Caupolicana gaullei
Caupolicana gaullei är en biart som beskrevs av Joseph Vachal 1901. Caupolicana gaullei ingår i släktet Caupolicana och familjen korttungebin. Inga underarter finns listade.